# George Vale Owen
George Vale Owen (Birmingham, 26 de junho de 1869 – 9 de março de 1931) foi um religioso e médium inglês.

## Biografia
Sacerdote anglicano, destacou-se como médium na década de 1920.
Realizou os seus estudos no The Queen's College, em Oxford, e no The Birmingham & Midland Institute.
Ordenou-se sacerdote em Liverpool aos 24 anos de idade, tendo sido designado para desempenhar o seu ministério no curato de Seaford. Posteriormente viria a exercê-las em Pairfields e St. Mathews, assim como nos subúrbios de Liverpool e mais tarde nas cercanias de Oxford.
Após o falecimento de sua mãe, em 1909, viu despertarem as suas capacidades mediúnicas, começando a receber comunicações da mesma em 1913. Diante da natureza das provas que recebeu por essa via, converteu-se ao Espiritualismo.
Por essa época começou a receber mensagens filosóficas de um espírito que se identificava como "Astriel", reunidas na obra Os Baixos Campos (ou Planos) do Céu, a que se seguiu Os Altos Campos (ou Planos) do Céu. Veio à luz em seguida a obra O Ministério do Céu, por inspiração de um espírito que se identificava como "Leader". Esse espírito teria assumido a exclusividade sobre todas as comunicações posteriores, vindo a mudar o próprio nome para "Ariel", e essas mensagens formaram o quarto livro, Os Batalhões do Céu. O quinto livro, Os Planos Exteriores Do Céu, também denominado As Crianças e Os Planos Exteriores do Céu, foi assumido por uma casa editora diferente daquela dos outros quatro, e por outro editor, tendo sido omitido em cada reedição subsequente dos Escritos de Owen, pela editora original, ficando assim dissociado deles todos.
As mensagens que Owen recebeu foram reunidas em quatro ou cinco livros, dependendo da editora, sob o título Life Beyond The Veil (em português, A Vida Além do Véu).
As obras foram prefaciadas por Arthur Conan Doyle, que em um deles referiu:
Com que segurança se afirma que Deus fechou as fontes da inspiração há 2000 anos. Não é infinitamente mais razoável dizer-se que um Deus vivente continua demonstrando sua força vivente e que novas ajudas e novos conhecimentos continuam a ser por ele derramados para impulsionar a evolução dos homens?
Lord Northcliffe, que acompanhou o trabalho de Owen em seu periódico, o "Weekly Dispatch", por sua vez declarou:
Encontrei-me frente a um homem dotado de grande sinceridade e de uma convicção inabalável; era possuidor de grandes dotes espirituais e quando lhe ofereci grossa quantia em dinheiro para a publicação de suas obras, ele a recusou, solicitando apenas o suficiente para uma modesta publicação de seus livros.
O trabalho mediúnico resultou a Owen a perda de sua paróquia e, por conseguinte, de sua fonte de recursos.
Aos 53 anos de idade, iniciou a tarefa de divulgação do Espiritismo, dirigindo-se aos Estados Unidos da América, onde fez palestras. Regressou à Inglaterra, onde proferiu mais de 150 conferências.
Diante do esgotamento dos seus recursos, Conan Doyle encabeçou uma coleta em favor do médium sob o nome de "Caixa de Vale Owen", mas da qual o médium não fez uso.
Em 1931 adoeceu gravemente, entretanto prosseguindo na divulgação. Veio a falecer no dia 9 de março desse mesmo ano.

## Obra
- OWEN, George Vale. Facts and the Future Life. London: Hutchinson & Co., 1922.
- ——. How Spirits Communicate. N.p., n.d.
- ——. Jesus the Christ. N.p., 1929.
- ——. The Life Beyond the Veil. 5 vols. London: Greater World Association, 1926.
- ——. What Happens After Death. London: Hutchinson & Co., 1924.
- OWEN, George Vale, and H. A. Dallas. The Nurseries of Heaven. (1920).